# Диковины
Диковины (укр. Диковини) — село в Берестечковской городской общине Луцкого района Волынской области Украины.
До 2020 года входило в Гороховский район.
Код КОАТУУ — 0720883803. Население по переписи 2001 года составляет 323 человека. Почтовый индекс — 45766. Телефонный код — 3379.